# Frenologia

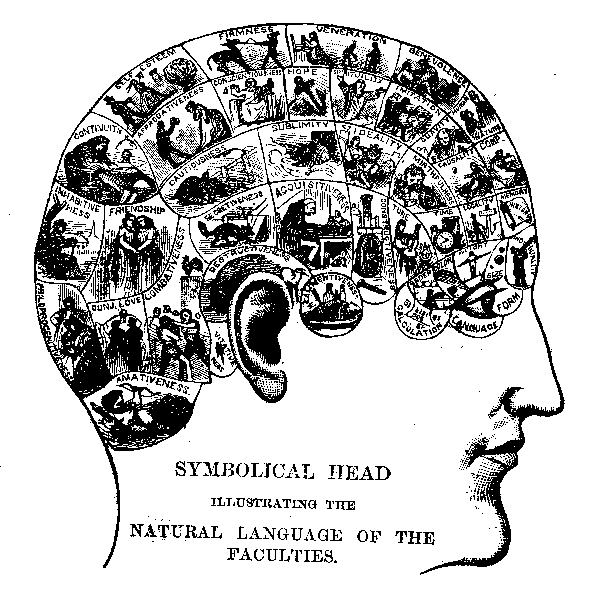
Mappa frenologica del XIX secolo

La frenologia (dal greco phrén, "mente" e lógos, "studio") è una dottrina pseudoscientifica dell'Ottocento, da tempo considerata come non valida dalla comunità scientifica. Ideata e promossa dal medico tedesco Franz Joseph Gall (1758-1828), secondo i suoi dettami le singole funzioni psichiche dipenderebbero da determinate zone o regioni del cervello, così che dalla valutazione di particolarità morfologiche del cranio di una persona, come linee, depressioni e bozze, si potrebbe giungere alla determinazione delle qualità psichiche dell'individuo e della sua personalità.

## Descrizione
Sul nome di tale teoria in Mente e cervello nel pensiero di Gall, fra illuminismo e romanticismo (1994) C. Morabito dice:
Il termine con cui si è affermata tale teoria, tuttavia, è appunto "frenologia".
Secondo Gall vi erano ben 27 zone del cranio a cui sarebbero corrisposte le regioni della mente, a loro volta corrispondenti alle caratteristiche della personalità del soggetto: diciannove in comune tra uomo e gli altri animali (dieci comuni a tutti i vertebrati, dall'undicesima alla diciannovesima condivise dall'uomo solo con i vertebrati superiori), e solo le ultime 8 facoltà esclusivamente umane. Fra le varie attività di Gall vi era quella di collezionare per i suoi studi crani di persone che in vita si erano particolarmente distinte in svariati modi.
Grazie all'aiuto e alla collaborazione di Johann Gaspar Spurzheim la frenologia conobbe un grosso sviluppo tanto che nacquero varie società frenologiche sparse per l'Europa e negli Stati Uniti. In Italia il più noto fautore di questa teoria fu Luigi Ferrarese.
Come accadde in seguito per i test d'intelligenza anche la frenologia per un certo tempo venne vista con interesse dalle direzioni aziendali, tanto che molti imprenditori giudicavano l'onestà delle persone da assumere in base alle loro caratteristiche morfologiche.
Verso la fine del XIX secolo questa teoria perse la sua credibilità.
Pochi si ostinarono ancora a considerarla una scienza. Per esempio coloro i quali divulgarono la convinzione che la razza ariana fosse la razza superiore. O, ancora, Lavery e White, due statunitensi che inventarono lo "psicografo": una macchina che avrebbe potuto, tramite un casco poggiato sulla testa, stabilire le capacità mentali degli individui.
In realtà, anche se è vero che alcune funzioni del nostro cervello possono essere localizzate in specifiche aree della corteccia cerebrale, le suddette aree non presentano un grado di sviluppo così diverso tra gli individui tale da modificare la configurazione del cranio (quindi non si possono in alcun modo dedurre le capacità mentali di un individuo dalla morfologia del cranio). Infine, le funzioni a cui si riferiva Gall non coincidevano con le funzioni associate alle aree di Brodmann (che sono validate da molti esperimenti e dalla clinica), tranne quella del linguaggio che l'autore aveva casualmente individuato correttamente.
Nonostante a livello generale la teoria sia stata screditata, alcune intuizioni di Gall lo fanno ritenere il padre della moderna neuropsicologia e delle neuroscienze cognitive per quanto riguarda la localizzazione delle funzioni cognitive sottesa a una particolare area cerebrale.